# 城戸廉
城戸廉（きど れん、4月25日 - ）は、日本の俳優、ダンサー。本名、城戸 廉。大阪府箕面市出身。愛知県育ち

## 人物

### 特色
俳優として『キッズウォー』、『中学生日記』など10代前半から活動している。
しかしこれを最後にテレビ出演を避けている。2011年の時点では広告、モデル、舞台俳優、コマーシャルなどで活躍している。海外での活動も多いようだ。ハリウッド映画のプラダを着た悪魔にもエキストラながらも出演経験がある。
ダンスもやっており、東京ディズニーリゾートや歌手のプロモーションビデオ、コンサートにも出演している。

### 経歴
- 日本人とアルジェリア系フランス人（アルジェリア生まれフランス育ちのベルベル人）の母を持つハーフ。
- 小学生の時に母の転勤でフランスに転校。その時いち早くフランス語を覚えるために始めた演劇が、芸能界入りの一歩だと本人はブログで記している。
- 2003年に東京へ上京し、芸能活動に精を出す。日本ではあまり知られていないが、ヨーロッパでは若い人を中心に人気を集めている。
- 自身のブログYOUR SPOTLIGHTでは「24時間ブログ　バカは　みんなに勇気を与える!?」と題し2009年7月12日に24時間耐久ブログ500回更新に挑戦することを、自身のブログ上で告知し見事511回更新した。
- アクセサリーブランドPOUTのオーナーデザイナーとして自身のブランドを立ち上げた。
- 2009年8月に髄膜炎を発症。風邪をひいても、インフルエンザになっても薬すら飲まない性格のためしばらく放置する。しかし2週間余り経っても高熱と激しい頭痛が治まらずやっと薬を飲むものの効果はなく、しぶしぶ病院にいった。初診では原因不明と診断され鎮痛剤でまた2週間過ごす。しかし一向に頭痛の回復の兆しが見えなく不安になり脳外科に行くが、そこでも原因不明と診察される。そこで初めて、髄膜炎の疑いがあると伝えられた。2009年9月に入院のため活動を一時休止した。
- 自身の主演する映画夢の島は、海外での評価が高くカナダ国際映画祭をはじめ、ドイツ・イギリスなど欧米を中心に公開されていた。日本ではぴあフィルムフェスティバルで見事観客賞を受賞するものの公開は予定がない。
- 2010年3月3日から自身初のプロデュース公演ミュージカルA MAN'S DREAMを手がけ演出・脚本・音楽監修・衣装まで行った。場所は東京都品川区大井町のきゅりあんホール。平日の2日間、3公演・チケット完売・立ち見が出るほどの盛況だった。
- 超が付く大の『ONE PIECE』好きで、自信を「ワンピースマニア」と公言している。ブログでは「教えて！チョッパーマン」というコーナーもある。

### 交友関係
モデルの佐々木希とは仲良しで、ブログにも何回か登場している。
また自身の誕生日パーティには俳優の小池徹平やモデルの森豪士などが訪れていた。
安達有里とはよく食事に行く仲で、それをきっかけに自身の舞台に友情出演していた。
声優の本名陽子とも仲が良くtwitterでたまにやり取りしている。

## A MAN'S DREAM
- 城戸廉初となる、トータルプロデュース公演

### あらすじ
A MAN'S DREAM（アマンズドリーム）は、1970年アメリカをイメージしたコメディーヒューマンストーリー。城戸が演じるトリックスターは冒頭オーディション番組の超人気司会者として登場してくる。誰もがあこがれるこの番組名がA MAN'S DREAMだ。この番組を真剣に見る人が集まる喫茶店「LEGNA’S CAFE」。毎週放送時間になると知らず知らず人が集まり、そこには内心出たくてしょうがない人が山のようにいる。その週はたまたま近くでA MAN'S DREAMの生放送がやっており一同大騒ぎ。だが主婦は「家庭があるから」と。サラリーマン「将来の事を考えてしまう」と。おじいちゃんは「こんな年になって今更・・・。」と云ったように個人個人が悩みや「自分なんて無理」と勝手に思い込んで挑戦しようともしない人ばかり。そんな中突如現れる天使の少女セリナ（劇中ではドリームメイツと表現）。この天使は人間の「夢見る姿」に影響を受け成長する種族。優秀なドリームメイツを育てる為に出来た学園があり、そこでは、毎年一人落ちこぼれ生徒を人間の住む世界に強制研修へと出す。それがセリナ。話はリズムカルに進んでいき後半、サラリーマンの妹（ルリ）が突如事故にあって亡くなってしまう。この先に起きることを知っていながらも魔法使いではないドリームメイツは自分たちの存在意味を模索する。そしてセリナに訪れた大仕事。魂となったルリとその母の架け橋になり母を救うようシスターに命令される。・・・こうして、セリナ自身も成長。
　そしてエンディングに向け「LEGNA’S CAFE」ではまたと無いチャンスが舞い込んできた。A MAN'S DREAMのサブ司会者レイナがトリックスターの命令で喫茶店に現れたのだ。いせっかくのチャンスにも躊躇する彼らを見かねて初めてセリナが自分から行動する。セリナの言葉に火が点き皆慌しくオーディション会場へと向かった。しかしどうも話がうまく流れていると疑問に思ったセリナにここで無口の喫茶店マスターの一言によって謎がすべて解決する。
　彼らはオーディションには受からなかったものの自分に素直に生きていけるようになった。そして何一つ偶然は無いと人間は知らないまま生きていることに意味がある。というさまざまな「夢」に関しての話。

## 映画　夢の島
- 城戸廉　主演映画

### あらすじ
クリスマス間近の東京。山小屋爆破放火テロ犯を捜索中の刑事・寺山はある日橋の上で青年・アラン（城戸廉）と出会う。いつも切ない表情で川を見つめている青年にどことなく好意を持つ寺山だったが、事件を捜査するにしたがってその青年が事件に関係していることが解り出す。青年逮捕のため、職務を遂行しようとする一方で、次第に見えてくる青年の過去と想いにこのテロが持つメッセージを考え込んでしまう寺山。しかし、自分の立場と青年の想いに挟まれ葛藤する寺山を尻目に事件はまた起こる。果たして寺山は青年を捕まえることができるのか？　そして、青年が突き付けるメッセージとは一体？

### 出品映画祭・受賞
- ニッポンコネクション映画祭（ドイツ）2010
- 第2回CPH PIX映画祭（デンマーク）2010
- Glasgow Film Festival（イギリス) 2010
- IMAGINE -Amsterdam Fantastic Film Festival（オランダ）2010
- 新日本映画祭（ドイツ）2009
- バンクーバー国際映画祭（カナダ）2009
- ぴあフィルムフェスティバル2009　観客賞受賞

## GOOD JOB BOYZ
通称GJB。イケメン集団。世界に愛知県日進市を広めるために「GOOD JOB BOYZ」を2005年1月に結成。
自身が人生の半分を過ごした愛知県日進市を愛しており、なにか出来ないかと考え幼馴染4人と結成。
自称「日進市親善大使集団」らしい。テーマ曲は平井堅のPOPSTAR。
2008年にメンバーの「光」と連絡がつかなくなり2008年12月に解散。しかし活動中の活動は不明。

### メンバー
- Re.N 　  （リーダー）＝＞　城戸廉
- おおたん　（爽やか担当）
- 光　　　　（ごりら担当）
- やまけん　（異文化（東南アジア）担当）

## 主な海外出演作品

### ドラマ
- Amourous(フランス)
- Cachecaches(フランス)
- L'oiseau et t'as mere(フランス)

### 映画
- プラダを着た悪魔（アメリカ）

### 舞台
- In the party （イギリス）
- Uraima　（フランス）
- God-zill　（フランス）

## 主な国内出演作品

### ドラマ
- キッズウォー
- 中学生日記

### 舞台
- 新国立劇場「ジークフリート」
- 愛知厚生年金「What's meen?」
- south hall「HRI〜初めての思い出〜」
- 湘南台文化センター「shine 〜episode f〜」
- south hall「HRII〜忘れ物〜」
- めぐろパーシモン（大ホール）shine 〜episode f〜
- めぐろパーシモン（大ホール）POWER
- 湘南台文化センター「POWER」
- south hall「HRIII〜最後に…〜」
- 湘南台文化センター「shine〜未来への伝言〜message to the future」
- きゅりあん（大ホール）「shine〜未来への伝言〜message to the future」
- 神奈川県立青少年センター「POWER」
- 東京芸術劇場「POWER」
- 神奈川県立青少年センターSHINE
- 東京芸術劇場「SHINE」
- 神奈川県立青少年センター「LEADERS」
- きゅりあん「A MAN'S DREAM」座長公演

### 映画
- 村上正典監督作品電車男
- 李相日監督作品フラガール
- 蔦哲一郎監督作品夢の島主役アラン
- 佐藤剛平監督作品　偽装誘拐事件ロッカー役
- 二郷弘太監督作品　Knives out加藤雅輝役

### イベント
- 大手テーマパーク
- LIGHT SEA＜MC＞
- 六本木「SR 6 Styles Battle 刺激」
- T-TOC LIVE2007*Ryhtmic wabe 2007
- まるごみ'09 〜100年たっても地球となかよし〜大林素子・黒谷友香・水樹奈々・エイジアエンジニア・大谷晋二郎・小比類巻太信・三崎和雄・瀬木直貴・C-ZONEなどと出演。

### PV
- ナナムジカ single'SORA'
- Suemitsu & The SUEMITH 'BOYZ,boy don't cry'
- ORANGE RANGE おしゃれ番町 feat,ソイソース
- さかいゆうまなざし☆デイドリーム

### CM
- 野村證券
- 東芝TEC
- EPSON　　Dreamio 長澤まさみと共演
- 花王 　クリアクリーンホワイトトニング+
- 携帯NEO
- U-HA味覚党 　e-maのど飴
- PEPSI NEX
- LOTTE　　クリミオ　浅田真央と共演

### スチール
- IN,I
- Simon
- EPSON
- WORLD
- PRADA
- POUT
- LOTTE
- SBTE
- BLUE RABBITE
- CRING BOY & GIRL
- MARCOMONDE
- CIRCUSPLUS
- kitson

### その他
- 英会話DVD「ECC」

### バラエティ
- 学校へいこう！

### RADIO
- WEB RADIO POD CAST 「あやれん」　レギュラー　2005-2008
- WEB RADIO POD CAST 「準急あやれん号」　レギュラー　2009~
- bayfm78 NEXT STEP　一週間ゲスト出演
- FM世田谷83.4 Lutile's night cafe 2010/03/01 ゲスト出演